# Клюєва Віра Миколаївна
Віра Миколаївна Клюєва (5 (17) березня 1894, Маріуполь — 13 лютого 1964, Москва) — російська філологиня, перекладачка, поетеса.

## Життєпис
Навчалася на Вищих жіночих курсах. Вірші в одноденній казанській газеті «Народна армія» (серпень 1918), у збірці «Провінційна муза» (Казань, 1918), рецензії в журналі «Казанський бібліофіл». На початку 1920-х років опублікувала збірку оригінальних віршів «Акварелі» і книгу перекладів Еміля Верхарна, друкувала також переклади з Сюллі-Прюдома. Дружила з Сергієм Єсеніним, Миколою Заболоцьким та іншими центральними постатями російської поезії 1920-х років.
Викладала в Московському інституті іноземних мов, де в неї, зокрема, навчався Андрій Сергєєв. Підготувала «Короткий словник синонімів російської мови» (1956, кілька перевидань). У пізні роки товаришувала з Варламом Шаламовим.